# 借屍還魂
借屍還魂（しゃくしかんこん、屍を借りて魂を還す）は兵法三十六計の第十四計にあたる戦術。
亡国の復興などすでに「死んでいるもの」を持ち出して大義名分にする計略。または、他人の大義名分に便乗して自らの目的を達成する計略。さらに、敵を滅ぼして我が物としたものを大いに活用してゆく計略も指す。
由来は、中国の八仙の一人、鉄拐李（鉄拐の李）の伝説。彼はもとは李玄という仙人だったが、幽体離脱している間に彼が死んだと思った弟子に体を火葬されてしまい、他人の死体に戻って復活して名を鉄拐李と改めたという話。
捕虜となった敵軍を助命して利用するケース、攻城戦の最前線で堀を埋める作業を行わせたり、野戦において督戦隊を使って強いて突撃させ敵の前線と捕虜が交戦を始めるや敵ごと弓射するというような戦術が借屍還魂に当たる。

## 事例
三国時代、魏の司馬昭（司馬懿の子）は野心がありながらも、相国・晋公の地位と九錫が下賜されようとするとそれを辞退し続けた。これは皇位簒奪の足場固めであった。魏の皇帝曹髦は司馬氏の勢力が日に日に強まるのを憂い、司馬昭を討つ決意を固めたとき、諌める王経らに対して「司馬昭の心は、路傍の人も皆知っている」と言った。曹髦は挙兵するも司馬昭によって討たれ（甘露の変）、魏宗室は完全に力を失ってしまったが、曹髦の言ったように司馬昭が野心をもって皇帝を廃したことは民衆の誰もが知っていたので、さすがの司馬昭も世論を憚って帝位につくことはできなかったという。結局、傀儡に過ぎないながらも曹奐を皇帝として即位させ、司馬昭は臣下としての位置に留まってみせることで世論の道義上からの批判をかわそうとしたとされる。皇帝を殺した司馬昭は後年蜀を平定し、相国・晋公の位を受けたが、帝位には生涯つくことができなかった。
もっとも、魏王室の創業者である曹操も政治の実権を失っていた後漢の献帝を利用して大義名分とした点では司馬昭と同じであり、後に後趙の石勒は「曹操や司馬懿司馬昭父子のように、孤児（献帝）や寡婦（郭太后）を欺き、狐のように媚びて天下を取るような真似は絶対にできない」と両者を痛烈に批判している。
17世紀、李自成の反乱によって明が滅ぼされると、満州にあった清は明の遺臣を受け入れ、李自成を逆賊として打倒した。北京に入った清は李自成に攻められ自殺していた明の最後の皇帝崇禎帝を陵墓に祀り、明の後継政権としての体裁をとることで中国全土の支配権を確立した。これも借屍還魂といえる。

## 脚註
1. ↑  出典：元曲の呂洞賓度鉄拐李岳（武漢臣の撰）
2. ↑  出典は『晋書』